# Schießgasse

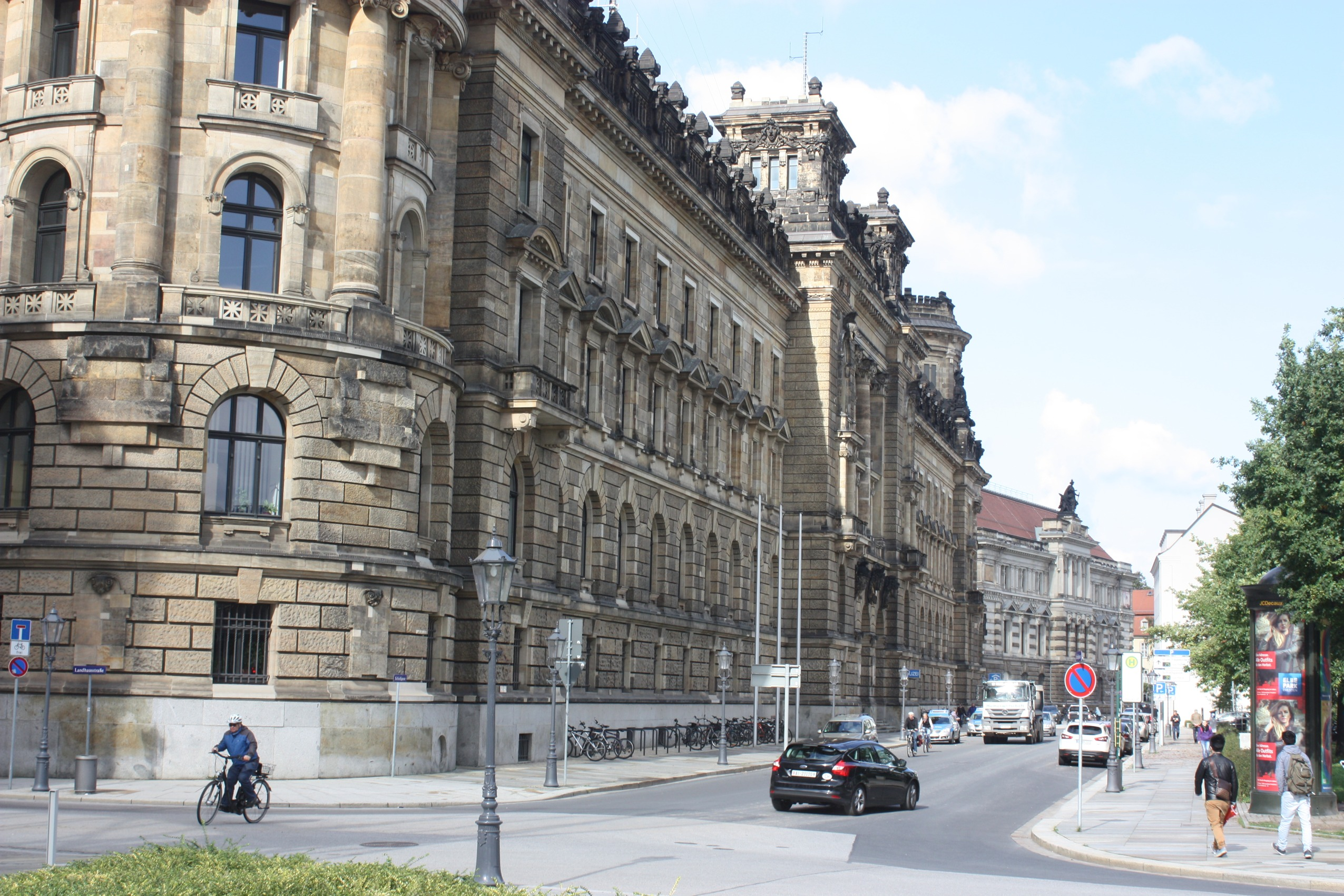
Blick in die Schießgasse (2014) von der Landhausstraße nach Norden. Im Hintergrund links das Albertinum und rechts die Wand des Kurländer Palais am Straßenende

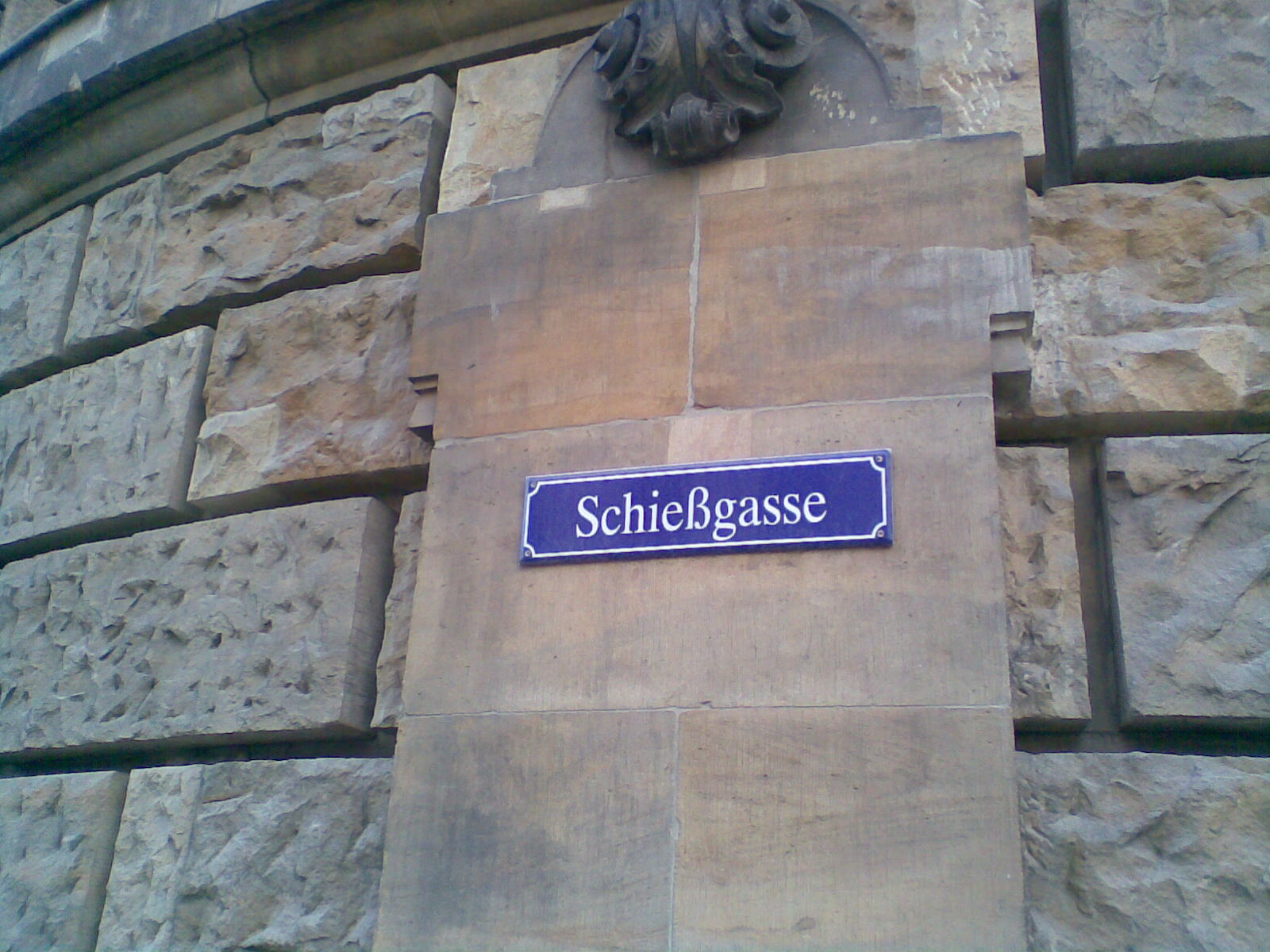
Straßenschild an der Ecke der Rampischen Straße (2009)

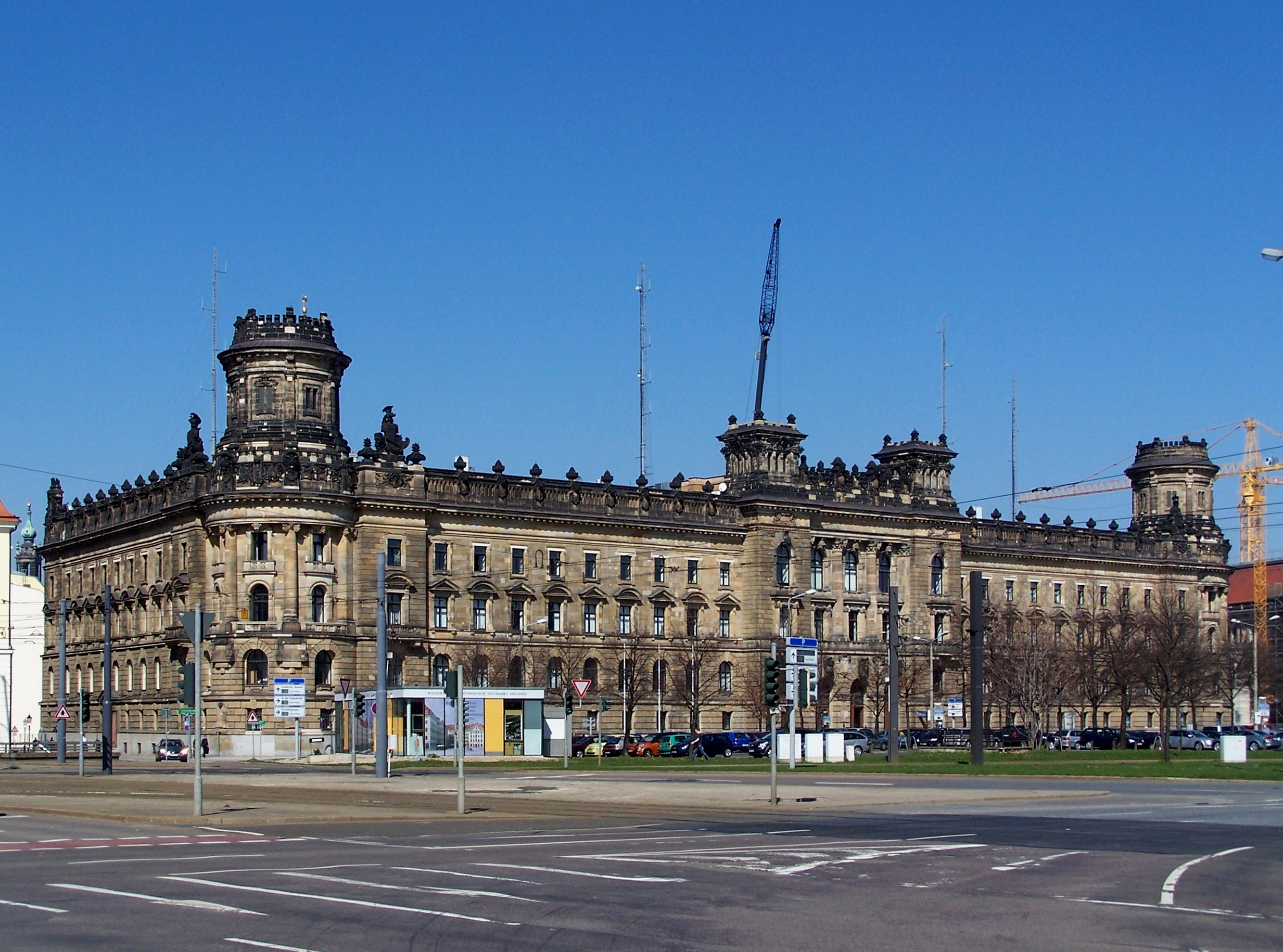
Polizeipräsidium entlang der Schießgasse vom Pirnaischen Platz gesehen

Die Schießgasse ist eine Innenstadtstraße im Zentrum von Dresden und gehört zum Stadtbezirk Altstadt (Gemarkung Altstadt I).

## Lage
Die Straße liegt zwischen Landhausstraße und Rampischer Straße. Die Trasse verläuft ab der Landhausstraße nahezu in Süd-Nord-Richtung und geht an der Ecke der Rampischen Straße und Salzgasse als Tzschirnerplatz weiter. Die Westseite wird vom Polizeipräsidium dominiert, während die Ostseite nahezu unbebaut im Abstand von 100 Metern zum östlich liegenden inneren Stadtring und Nord-Süd-Verbindung der St. Petersburger Straße (B 170). Die Straße liegt ohne Neigung in 119 m. Von den 20 Meter Straßenbreite der 170 Meter langen Straße gehören 10 Meter zur (ausgebessert) asphaltierten Fahrbahn, die an beiden Seiten Gehwege hat. Durch den historischen Bezug besteht Bindung zur Pirnaischen Vorstadt.

## Namensherkunft
Die Schießgasse wurde bei der östlichen Stadtausdehnung auf das Gelände um die alte Frauenkirche unter Herzog Moritz (Kurfürst Moritz) angelegt. Historische Namen waren: Nawgasse am graben (1551), Schutzengasse (1555), Schisgasse. Namensgebend waren der beim Pfingstschießen benutzte Schießgraben und das Schießhaus der Bogen- oder Armbrustschützen, die bis zum Jahr 1577 an der Gasse lagen.

## Geschichte
Vor 1548 lag das Gelände des Straßenzugs außerhalb der Stadtmauer vor dem „Frauentor“ an der gotischen Kirche Unserer Lieben Frauen und deren Friedhof. Der Kaitzbach versorgte zum Teil den Wassergraben um die Stadtmauer.
Vom Ende des 17. Jahrhunderts bestand zwischen der Moritzstraße und der Landhausstraße der Südteil als Große Schießgasse und der nördliche Abschnitt zur Rampischen Straße war die Kleine Schießgasse. Die Lage findet sich auf der Karte von Matthäus Seutter um 1760. Westlich vom Hasenberg (44) ist die Kleine Schießgasse (10) zwischen Rampische Gasse (11) und Pirnaische Gasse(8) mit dem Ausgang am Pirnaischen Thor (40) und weiter die Große Schießgasse (9) zur Moritzstraße (6) aufgenommen. Der Straßenzug ist an beiden Seiten bebaut und hinter den Gebäuden der Ostseite verläuft die Communication.
Der Beschießung 1760 fielen auch Bauten an der Schießgasse zum Opfer. In der Zeit nach dem Siebenjährigen Krieg entstand nach Lockes Entwürfen Das Kerstensche Haus in der Großen Schießgasse. Von 1715 bis 1886 befand sich eines der Brühlschen Palais, das von Matthäus Daniel Pöppelmann entworfen wurde, in der Großen Schießgasse 10. Nach Entwürfen von Gottlob Friedrich Thormeyer ließ der Gesellschaftsverein „Harmonie“ einen Saal im Palais Brühl einbauen. Das Haus wurde 1886 beim Durchbruch der König-Johann-Straße abgerissen.
Nach der Niederlegung der Befestigung im Osten liegt der Moritzgarten zur Johannisgasse hinter den Gebäuden der Schießgassen, wie auf der Karte von 1833 nachzuvollziehen.
1898 wurden beide Teile unter dem Namen Schießgasse wieder zu einer Straße vereinigt. Die Straße führte Anfang des 20. Jahrhunderts vom Zeughausplatz/ Salzgasse/ Rampische Straße über Landhausstraße und die Wilsdruffer Straße (damals König-Johann-Straße) an die Moritzstraße fortgesetzt in die Gewandhausstraße. Mit der nach der Trümmerberäumung auf 61 Meter verbreiterten Trasse der neu geführten Ernst-Thälmann-Straße wurde der südliche Teil (Grundstücke 1–5, ungerade und 2–10, gerade) aufgehoben und im Zuge des Neuaufbaus der Innenstadt überbaut.

## Bebauung

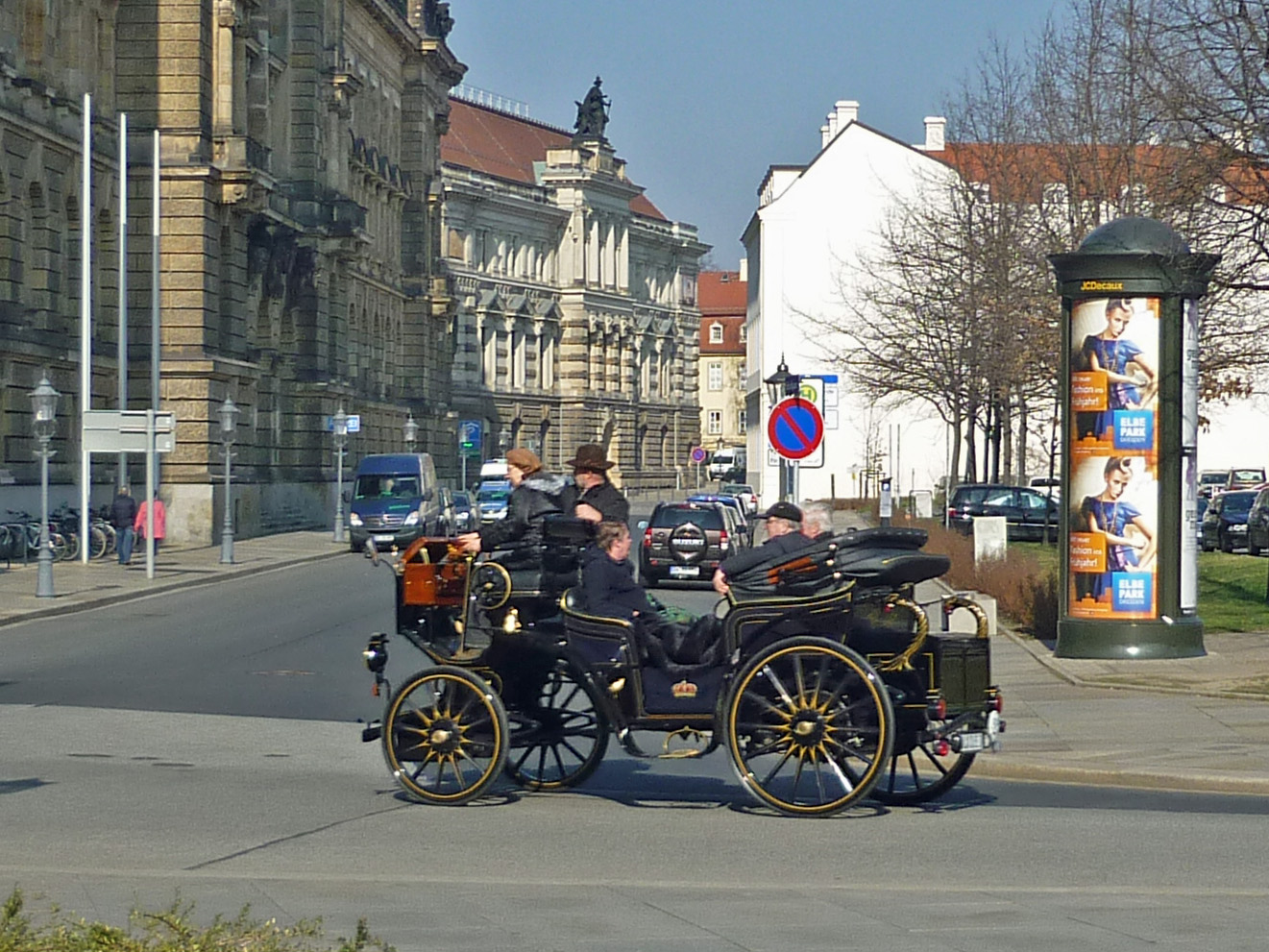
Blick in die Schießgasse

Das Dresdner Polizeipräsidium an der Straßenwestseite mit seiner Ausdehnung von 130 Meter längs und 60 Meter quer zur Schießgasse bestimmt den Straßencharakter. Ihm gegenüber liegt ein Parkplatz bis an die Straßenbahntrasse zwischen Pirnaischem Platz und der Carolabrücke. Das 1895–1900 erbaute späthistoristische Gebäude besitzt Stilelemente der Renaissance und des Barocks. Um Baufreiheit für das Gebäude zu schaffen, wurden die vorhandenen Einrichtungen an der Schießgasse – die Caserne ab der Rampischen Straße und die Eckbebauung an der Landhausstraße – abgerissen.
Adressiert ist das Präsidium als einziges Grundstück an dieser Straßenseite mit Schießgasse 7. Charakteristisch sind die Ecktürme an der Landhaus- und der Rampischen Straße. Der Mittelteil mit dem Haupteingang verbindet die zwei Seitenflügel. Das Gebäude wurde im Gegensatz zur Umgebung beim Luftangriff am 13. Februar 1945 nur mittelschwer beschädigt und konnte wiederhergestellt und genutzt werden.
An der Ostseite befindet sich ein großer baumbestandener Parkplatz (Grundstücke 12–24, gerade), der Fläche (100 × 80 m²) für das Innenstadtparken zur Verfügung stellt.
An den Parkplatz schließt sich nördlich das 1738 erbaute, 1945 zerstörte und danach lange als Ruine erhalten gebliebene Kurländische Palais an, das im Rahmen des innerstädtischen Neubaus um die Frauenkirche zwischen 2006 und 2008 wieder aufgebaut wurde. Mit seinem Eingang gegenüber der Rampischen Straße ist es unter Tzschirnerplatz 3 adressiert. An der Schießgasse liegen lediglich 20 Meter des Südflügels. Die Brandmauer am Gartenhof lässt eine Bebauungsabsicht entlang der Schießgasse vermuten. Das Gebäude wurde 1738 im Rokoko-Stil von Johann Christoph Knöffel errichtet.
Das Polizeipräsidium in der Schießgasse und das Kurländer Palais (benachbart am Tzschirnerplatz) sind in Dresden als denkmalgeschützt eingetragen.
Im Häuserbuch des Handbuchs für Dresden von 1850 ist die Große Schießgasse (Altstadt) mit Nr. 1 an der „innern Pirna´schen Gasse“ (später→Landhausstraße) zum Haus 18 aufgenommen. Die Nummerierung der kleinen Schießgasse beginnt mit Nr. 1 am Zeughausplatz bis 3 am Akademieweg und weiter bis 12. Neben den Bürgerhäusern mit den Steuereinträgen und den jeweiligen Bewohnern sind für die Kleine Schießgasse auch Staatsgebäude genannt. In Haus 3 befindet sich die Augusta-Kapelle, für Haus 4 sind vier Bewohner und der Akademische Hörsaal genannt, das Kufenhaus und die Königliche Hauptkellerei, sowie C.E.F. Scharf und F.W.Gämlich sind in Haus 12 eingetragen. F.W.Gämlich ist der Königliche Oberböttcher mit einer Wohnung im I. Geschoss und C.E.F. Scharf als Hauptkellerverwalter ist für Große Schießgasse 12, I. Stock aufgenommen.
Das Adressbuch 1872 nennt die große Schießgasse (Altstadt, Catasterabtheilung A) von der Landhausstraße zum Gewandhausplatz die fünf- bis sechsgeschossigen privaten Wohnhäuser 1–18 (fortlaufend), teilweise mit Gewerbe im Parterre. Die kleine Schießgasse (Altstadt, Catasterabtheilung A) liegt vom Zeughausplatz zur Landhausstraße mit den Grundstücken 1–12 (fortlaufend). Im Haus 1 des Staatsficus befindet sich die Erste Nachtwachtstation der Königlichen Brandt-Versicherungs-Commission, bewohnt vom Hausmann und Aufwärter Lau und im IV. Stock vom Aufwärter Schmidt. Auf Grundstück 2 steht ein viergeschossiges Privatwohnhaus, auf 3 steht die Katholische Hauptschule (Eigentümer: Das Apostolische Vicariat in Sachsen), fünfgeschossig bewohnt von drei Lehrern, einem Hilfslehrer, dem Hausmann und Schulboten, einem Canclisten und dem St.-Bez.-Aufseher. Im staatlichen Gebäude Schießgasse 4 (zweigeschossig), das zur „vorm. medicinisch-chirurgischen Academie“ gehört, befindet sich die Expedition des „K.Forstrentamt“ und das „Büro f.d.fiskalische Bauwesen“, Aufsicht hat der Secretär Pestel (Zeughausplatz 3) und im Haus wohnen ein Gartenaufseher, der Obergärtner, ein Cancleiaufwärter und der Professor Geh. Hofrath D. Reichenbach. Auf den Grundstücken 5–11 stehen wiederum private Wohnhäuser. Schießgasse 12 ist das „Kufenhaus“ mit der K.Domanialkellerei und dem „Bureau der K. Bauverwalterei Dresden I“, im Hause wohnen der Kellereiverwalter, der Ober- und der Beiböttcher, sowie der Kellereigehilfe.
In Jahren 1895 bis 1900 mit dem Bau des Gebäudekomplexes des Königlich-Sächsischen Polizeipräsidiums unter Einbeziehung der von der Rampischen Gasse zugänglichen „Caserne der leichten Infanterie“ und Gebäuden an der Kleinen Schießgasse wurden die Große und Kleine Schießgasse zusammengefasst und die wechselseitige Grundstücksnummerierung, statt der vorher bestehenden Hufeisennummerierung eingeführt.
Im Adressbuch Dresdens von 1943, dem letzten vor der Zerstörung durch die Luftangriffe im Februar 1945, ist die Schießgasse (im Bestand des Jahres 1942) unzerstört aufgenommen. Die Schießgasse besitzt wechselseitige Orientierungsnummerierung, die ungerade nummerierten Grundstücke liegen an der Westseite, gegenüber die gerade nummerierten 2–20. Dabei liegt Grundstück 1 und 2–6 (gerade) zwischen Moritzstraße und König-Johann-Straße, zur Landhausstraße folgen 3–5 und 8–10 und zum Zeughausplatz Nummer 7, sowie 12–24 (gerade). Im Einzelnen gehörte das fünfgeschossige Haus 1 und 3 der Baugesellschaft für die Residenzstadt Dresden, anzumerken in 1 (1. Stock) die Arbeitsstelle der Reichsgruppe Industrie für die Wiedereinschulung von Kriegsverletzten. Das Grundstück 5 ist der Landhausstraße 12 zugeordnet, das Landhaus gehört dem Land Sachsen und ist Sitz des Regierungspräsidenten Dresden-Bautzen und des Landrates Dresden. Das Gebäude Schießgasse 7 (Polizeipräsidium) gehört der Polizeiverwaltung des Deutschen Reichs. Der Seitenflügel A hat seinen Eingang in der Landhausstraße 17 mit der Funkleitung im Erdgeschoss und den Hintergebäuden am Hof A und Hof B (in letzterem die Schriftleitung des Fahndungsblattes). Im Seitenflügel mit dem Zugang in der Rampischen Straße 20 befindet sich im Erdgeschoss die Wache der berittenen Gendarmerieabteilung Altstadt und die Abschnittswache West. Im II. bis IV. Stock die Sittenabteilung, im Hintergebäude Hof C (III und IV) der Photographische Arbeitskreis. Das Landespolizeiarchiv und die Aktenkammer befinden sich im IV. Stock des Hauptgebäudes. Die fünf- bis sechsgeschossigen Wohnhäuser 2–10 (gerade) sind im Eigentum der Kulmbacher Export-Brauerei „Mönchshof“. Das viergeschossige Wohnhaus Haus 12 und die zweigeschossige 14 gehören dem „Staat“, verwaltet vom Schloßrentamt (An der Frauenkirche 12). Für die Grundstücke 16 und 18 ist Baustelle eingetragen, 20 gehört der Katholischen Jugendstiftung. Für 22 und 24 ist wieder „Der Staat“ Eigentümer und das Schloßrentamt der Verwalter, anzumerken sind in 22/II der Katholische Jugendvorstand und in 24/ Eg, I, II die Geschäftsstelle des Landesvereins Sächsischer Heimatschutz. In Höhe der Rampischen Straße schließt sich an der Ostseite mit Zeughausplatz 1/3 das Kurländer Palais als Staatsgebäude an mit der Weinkellerei H.E. Philipp im Kellergeschoss.

## Bewohner
Bemerkenswerte Bewohner der Schießgasse waren
- Paul Luther (1533–1593), dritter Sohn des Reformators Martin Luther
- In der Großen Schießgasse:
  - Christian Traugott Weinlig (1739–1799), Architekt
  - Johann Georg Ferdinand Jacobi (1769–1848), Bürgermeister
  - Friedrich Ludwig Kreyssig (1770–1839), Arzt und Botaniker
  - Gustav Moritz Lehmann (1826–1893), Jurist
  - Carl Frötzschner, Goldschmied (Schießgasse 6[15])
- In der Kleinen Schießgasse:
  - Rudolf Blaschka (1857–1939), Glaskünstler (Kleine Schießgasse 2)
  - Carl Christian Pohland (1769–1847), Bürgermeister
  - Ludwig Reichenbach (1793–1879), sächsischer Naturwissenschaftler
  - Davis Trietsch (1870–1935), zionistischer Schriftsteller und Politiker
  - Christoph Heinrich Vogler (1658–1746), Bürgermeister

## Synonym

Polizeirevier Schießgasse Dresden Panoramaaufnahme

Auf Grund der Dominanz des Polizeigebäudes wird „Schießgasse“ synonym auch für die Verhaftung und die Haftunterbringung in diesem Gebäude und das Polizeipräsidium selbst genutzt. Dieser Wortzusammenhang reicht von der herrschenden Obrigkeit unabhängig vom Kaiserreich, der Weimarer Republik, durch die NS-Zeit, die Untersuchungshaftanstalt des MdI bis zur Wende bis in die nahe Gegenwart.
In der NS-Zeit war die Schießgasse mit dem Hafttrakt Sammelstelle für NS-Gegner in Dresden. Opfer im Polizeigefängnis waren unter anderem Franz Latzel (Gewerkschafter und antifaschistischer Widerstandskämpfer) und Fritz Meinhardt (Widerstandskämpfer jüdischer Abstammung), Robert Matzke (Mitglied der Kurt-Schlosser-Gruppe).
Der „Dresdner Revolutionsweg 1989/90“ führt durch die Schießgasse, vorbei am Polizeigefängnis mit Denkzeichen in Würdigung der Opfer.